# Телбот (округ, Джорджія)
Шаблон:StateAbbr_ 32°43′ пн. ш. 84°32′ зх. д. / 32.71° пн. ш. 84.53° зх. д.
Округ  Телбот (англ. Talbot County) — округ (графство) у штаті  Джорджія, США. Ідентифікатор округу 13263.

## Історія
Округ утворений 1827 року.

## Демографія
За даними перепису 
2000 року 
загальне населення округу становило 6498 осіб, усе сільське.
Серед мешканців округу чоловіків було 3032, а жінок — 3466. В окрузі було 2538 домогосподарств, 1824 родин, які мешкали в 2871 будинках.
Середній розмір родини становив 3,06.
Віковий розподіл населення поданий у таблиці:
| Стать    | До 15 років | 15-21 | 22-29 | 30-39 | 40-49 | 50-65 | 65-85 | Понад 85 |
| -------- | ----------- | ----- | ----- | ----- | ----- | ----- | ----- | -------- |
| Чоловіки | 652         | 271   | 270   | 380   | 517   | 553   | 345   | 44       |
| Жінки    | 666         | 295   | 284   | 480   | 554   | 639   | 476   | 72       |

## Суміжні округи
- Мерівезер — північ
- Апсон — північний схід
- Тейлор — південний схід
- Меріон — південь
- Чаттагучі — південний захід
- Маскогі — захід, південний захід
- Гарріс — захід

## Виноски
1. ↑  U.S. Decennial Census. United States Census Bureau. Процитовано 26 червня 2014.
2. ↑  Historical Census Browser. University of Virginia Library. Архів оригіналу за 11 серпня 2012. Процитовано 26 червня 2014.
3. ↑  Population of Counties by Decennial Census: 1900 to 1990. United States Census Bureau. Процитовано 26 червня 2014.
4. ↑  Census 2000 PHC-T-4. Ranking Tables for Counties: 1990 and 2000 (PDF). United States Census Bureau. Процитовано 26 червня 2014.
5. ↑  State & County QuickFacts. United States Census Bureau. Архів оригіналу за 5 вересня 2015. Процитовано 26 червня 2014. [Архівовано 2015-09-05 у Wayback Machine.](англ.) Наведено за англійською вікіпедією.
6. ↑  American FactFinder. Бюро перепису населення США. Архів оригіналу за 26 лютого 2012. Процитовано 31 січня 2008. [Архівовано 2008-05-21 у Wayback Machine.]

| США | Це незавершена стаття з географії США. Ви можете допомогти проєкту, виправивши або дописавши її. |